# Saint-Jeoire-en-Faucigny
Saint-Jeoire (o Saint-Jeoire-en-Faucigny) è un comune francese di 3 264 abitanti situato nel dipartimento dell'Alta Savoia della regione dell'Alvernia-Rodano-Alpi.
A Saint-Jeoire-en-Faucigny nacque e morì l'ingegnere Germain Sommeiller (1815 - 1871), uno dei principali artefici del traforo ferroviario del Frejus.

## Società

### Evoluzione demografica
Abitanti censiti